# Magnus K:son Lindberg
Magnus K:son Lindberg, född 1909, död 1983, var en svensk översättare och författare.
Efter att ha arbetat på förlag bestämde sig Lindberg vid 50 fyllda för att bli frilansande översättare och var sedan flitigt verksam som sådan fram till sin död. Som översättare började han med deckare och ungdomsböcker, tog sig sedan an mer kvalificerad historisk och politisk litteratur och översatte även kvalificerad skönlitteratur, bland annat 1973 års nobelpristagare Patrick White. Totalt producerade han drygt 100 översatta titlar mellan 1960 och det att han avled i komplikationer efter en mindre operation 1983. Hans egna böcker inskränker sig till två små reseböcker från Italien.
Han var gift med journalisten och författaren Gunilla Lindberg (1934-2011)

## Priser
- Sveriges Författarfonds premium till personer för belöning av litterär förtjänst 1973